# Ван Чжаоцзюнь
Ван Цян (кит. трад. 王牆, 王檣, 王嬙, пиньинь wáng qiáng), более известная под псевдонимом Ван Чжаоцзюнь (кит. трад. 王昭君, пиньинь Wáng Zhāojūn) — женщина, рождённая в деревне Баопин (кит. трад. 寳坪村, упр. 宝坪村, пиньинь Bǎopíngcūn) в уезде Цзыгуй (сейчас это место находится на территории уезда Синшань провинции Хубэй), жившая в I веке до н. э. Ван Чжоцзюнь отослали Хуханье по приказу Юань-ди, чтобы улучшить отношения династии Хань с кочевниками. Ван Чжаоцзюнь считается одной из четырёх великих красавиц Древнего Китая, легенду о ней передавали из поколения в поколение.

## Великая красавица
Согласно наиболее распространённой версии легенд о четырёх красавицах, в их число, помимо Чжаоцзюнь, входят Си Ши, Дяочань и Ян-гуйфэй. Им посвящена пословица «Си Ши топит рыб, Ван Чжаоцзюнь заставляет падать птиц, Дяочань затмевает Луну, Ян-гуйфэй стыдит цветы». О Чжаоцзюнь рассказывают, что она как-то раз ясным осенним утром поскакала на коне на север из своего родного города. По пути ржание коня расстроило Чжаоцзюнь, и она стала играть печальную музыку на пипе. Стая гусей, летевшая над ней, была сражена красотой Чжаоцзюнь, и птицы забыли, как летать, упав замертво. С тех пор за девушкой закрепилось прозвище кит. трад. 雁落, пиньинь yànluò, палл. яньло, «заставляющая гусей падать».

## Историческая Ван Чжаоцзюнь

### Присоединение к императорскому гарему
Чжаоцзюнь происходила из известного рода деревни Баопин. Она родилась, когда её отец был уже глубоким стариком, и потому её называли «жемчужиной». О Чжаоцзюнь было известно как о прекрасной и умной девушке. Кроме того, она владела пипой и четырьмя искусствами — цисяньцинем, го, каллиграфией и китайской живописью. В 36 году до н. э. Юань-ди объявил конкурс для выбора наложниц, и Чжаоцзюнь выбрали первой. Отец девушки считал, что она слишком молода для того, чтобы войти в гарем, однако он не мог перечить императору, и ранним летом Ван Чжаоцзюнь стала наложницей.
Выбирая новую жену, император не смотрел наложниц сам, а приказывал написать портреты всех обитательниц гарема и показать ему. Как правило, наложницы гарема, чтобы попасть в число жён императора, платили взятку придворному живописцу, чтобы он изобразил их покрасивее. Но Чжаоцзюнь, в отличие от других, уверенная в своих качествах, из гордости отказалась давать взятку художнику Мао Яньшу. В отместку художник-взяточник нарисовал на её портрете родинки, которых у неё не было и в помине. Император, посмотрев на портрет, посчитал наложницу весьма неказистой и никогда не посещал её. В результате Ван Чжаоцзюнь скучала во дворце со многими другими наложницами, как птица в клетке, и не имела шанса встретиться с императором.

### Переезд к Хуханье
В 33 году до н. э. гуннский шаньюй Хуханье посетил дворец и испросил разрешения породниться с императором. Так как у императрицы Лю была всего одна дочь, она не послала её, опасаясь не выдержать разлуки. Обычно в таких ситуациях в жёны давали дочь императора от наложницы, но император не хотел отдавать гуннам в жёны принцессу и потому приказал выдать Хуханье самую некрасивую девушку из своего гарема. Императорским наложницам было предложено добровольно вызваться желающим стать женой гуннского правителя, но перспектива уехать далеко от родных мест не испугала только Чжаоцзюнь. 
Когда императору показали портрет будущей жены Хуханье, он, мельком взглянув на него, сразу согласился. Император горько пожалел о своём решении, впервые увидев её несравненную красоту лишь в присутствии гуннских послов, но побоялся поменять её на другую наложницу без риска рассердить грозных кочевников. В политическом отношении этот брак оказался крайне выгодным, и отношения с гуннами намного улучшились. Но император был крайне разгневан тем, что лишился самой прекрасной обитательницы своего гарема, и продажный художник Мао Яньшу за обман своего повелителя был немедленно казнён.

### Жизнь с сюнну
Ван Чжаоцзюнь стала любимой женой шаньюя, родила ему двоих сыновей. Выжил из них лишь один, Итучжияши (кит. трад. 伊屠智牙师, упр. 伊屠智牙師, пиньинь yītúzhìyáshī). Кроме того, у неё была по крайней мере одна дочь, Юнь (кит. трад. 雲, пиньинь yún), позже ставшая влиятельной фигурой в политике сюнну. В 31 году до н. э. Хуханье умер, и Чжаоцзюнь попросила разрешения вернуться на родину. Император Чэнь-ди отказал ей в этом и приказал, следуя обычаям сюнну, выйти за следующего шаньюя, Фучжулэя, сына другой наложницы Хуханье. От него Чжаоцзюнь родила двух дочерей.
Чжаоцзюнь называли «Нинху-яньчжи» (кит. трад. 寧胡閼氏, упр. 宁胡阏氏, пиньинь nínghú yānzhī, успокоительницей варваров). Чжаоцзюнь советовала Хуханье не развязывать войны с Китаем, а распространять китайскую культуру среди гуннов. Так как Хуханье любил Чжаоцзюнь, она приобрела фактически монаршеский статус. Благодаря ей на протяжении более 60 лет между гуннами и Китаем не было войн.

## В произведениях искусства
Жизнь Чжаоцзюнь описана в произведении «Чжаоцзюнь покидает пределы Родины» (кит. трад. 昭君出塞, пиньинь zhāojūn chūsāi, палл. чжаоцзюнь чусай), по сей день часто используется как иллюстрация дружбы между китайцами и национальными меньшинствами. На этот сюжет создано множество стихов, пьес и другой прозы.
С III века к истории о Ван Чжаоцзюнь добавляются новые детали.
Существует памятник «Гробница Чжаоцзюнь» во Внутренней Монголии (настоящее место и время её смерти и захоронения неизвестны).

### В литературе
О Ван Чжаоцзюнь более чем 500 авторами было создано около 700 стихотворений и песен, а также 40 разновидностей её истории. Среди них — Ши Чун, Ли Бо, Ду Фу, Бо Цзюйи, Ли Шанъинь, Чжан Чжунсу, Цай Юн, Ван Аньши, Елюй Чуцай, Го Можо, Цао Юй, Тянь Хань, Цзянь Боцзань, Фэй Сяотун, Лао Шэ, Чэнь Чжисуй.
- Рассказ «Ю фэн ци юань»;
- несколько пьес для юаньского театра, в частности «Осень в Ханьских дворцах» (кит. трад. 漢宫秋, упр. 汉宫秋, пиньинь hàngōngqiū, палл. ханьгунцю)[6];
- биография в «Хэжунцзи» (кит. трад. 和戎記, упр. 和戎记, пиньинь hèróngjì)[7];
- Ханьшу, Сюнну Чжуань (первое известное упоминание Ван Чжаоцзюнь);
- «Циньцао» (кит. трад. 琴操), ок. II в.;
- «Заметки западной столицы» (кит. трад. 西京雜記, упр. 西京杂记, пиньинь xījīng zájì, палл. сицзин цзацзи), ок. III в.;
- Ма Чжиюань «Осень в ханьском дворце» (кит. трад. 漢官秋, упр. 汉官秋, пиньинь hànguānqiū, палл. ханьгуанцюй), ок. XIII в.;
- Го Можо, «Ван Чжаоцзюнь», 1923 г.;
- Цао Юй, «Ван Чжаоцзюнь», 1978 г.;
- Андре Нортон, Сюзан Шварц, «Серебряная Снежинка», 1988 г. (вольный художественный пересказ биографии);
- Урадын Булан, «The Mongols at China’s Edge», 2002 год. Содержит множество вариантов легенды о Ван Чжаоцзюнь.

### В кино и на телевидении
- Песня «Ван Чжаоцзюнь», Ян Ян;
- Студия Shaw Brothers «Beyond The Great Wall», 1964 год. Роль Ван Чжаоцзюнь исполняет Линда Линь Дай;
- Asia Television Limited, сериал «Ван Чжаоцзюнь» 1984 года;
- Asia Television Limited, сериал «Ван Чжаоцзюнь» 1985 года. Роль Ван Чжаоцзюнь исполняет Вэй Цюйхуа;
- China Television[англ.], сериал «Ван Чжаоцзюнь» 1988 года, режиссёр Чжоу Ю;
- Центральное телевидение Китая и China Television Media, сериал «Ван Чжаоцзюнь» 2005 года. Роль Ван Чжаоцзюнь исполняет Ян Ми;
- Центральное телевидение Китая, сериал «Чжаоцзюнь покидает пределы Родины» 2006 года. Роль Чжаоцзюнь исполняет Ли Цайхуа.